# Jean-Pierre Pigalle
Jean-Pierre Pigalle est un sculpteur français du XVIIIe siècle.

## Biographie
Jean-Pierre Pigalle est né à Paris le 4 décembre 1734, fils de Pierre Pigalle, peintre du Roi (Louis XV de France).
Il est le neveu du sculpteur Jean-Baptiste Pigalle qui deviendra également son beau-frère en épousant, à 57 ans, en 1771, sa sœur Marie-Marguerite Victoire Pigalle (1751-1806).
Entré à l’école de l'Académie royale de peinture et de sculpture en 1751, il travaille ensuite avec son oncle avant de se rendre en Italie, où il est nommé, en 1768 membre de l'Académie des beaux-arts de Florence.
Parmi les œuvres laissées par Jean-Pierre Pigalle :
- Deux bas-reliefs « Le Temps » et « L’Astronomie » qui encadrent l’horloge du pavillon central de l’École militaire de Paris ; toutefois, ces sculptures sont aussi attribuées à Louis-Philippe Mouchy ;
- La statue en pierre « La Prudence » au niveau de l’attique, côté Seine, de l’Hôtel de la Monnaie à Paris.

Selon la plupart des sources le concernant, il est décédé à Paris le 4 janvier 1796 ; toutefois, on note dans les actes de l’état-civil reconstitué de la Ville de Paris, un acte de décès au nom de « Jean-Pierre Pigalle », à la date du 26 avril 1813 ; selon plusieurs publications généalogiques ce serait en fait la date exacte de son décès,.
Il épouse en 1770 Marie-Jeanne Fontaine (1755-1790), alors qu’il a 36 ans et elle 15. De cette union naissent plusieurs enfants dont Jean Baptiste en 1772 et Alexandrine-Prospère en 1775. Ce mariage disproportionné  ne fut pas heureux : à la mort de Marie-Jeanne Fontaine,  à la suite d'une longue maladie, les époux étaient séparés de biens. Leur fille Alexandrine-Prospère épouse Philippe Duchaint 2 mars 1795 à Paris, veuve elle épouse Pierre-Charles Devismes le 17 juillet 1809 à Attichy
dans l’Oise. Le couple Devismes / Pigalle est inhumé au cimetière Montmartre.

## Sources
- Prosper Tarbé: La vie et les œuvres de Jean-Baptiste Pigalle, sculpteur (1895) https://books.google.fr/books?id=kYQEAAAAYAAJ&pg=PA209&lpg=PA209&dq=%22cadran+de+l'Ecole+militaire%22&source=bl&ots=2M8HdGBKdK&sig=ss8ONKP5-SNQhhJjxBd0NnP8y-8&hl=fr&sa=X&ei=UlgqUZPiBJGo0AWezIGoCA&sqi=2&ved=0CC0Q6AEwAA#v=onepage&q=%22cadran%20de%20l'Ecole%20militaire%22&f=false
- Stanislas Lami : Dictionnaire des sculpteurs de l'école française au dix-huitième siècle. Tome 2  https://gallica.bnf.fr/ark:/12148/bpt6k54033213/f534.image.r=pigalle
- Wikiphidias Pigalle Jean-Pierre http://www.wikiphidias.fr/index.php?option=com_content&view=article&id=322:pigalle-jp&catid=34:biographie&Itemid=53